# 闊帶鸚竺鯛
闊帶鸚竺鯛（學名：Ostorhinchus aroubiensis），又稱闊帶鸚竺鯛，為輻鰭魚綱鈎頭魚目天竺鯛科鸚竺鯛屬下的一個種，分布於西太平洋馬來西亞及斐濟海域，深度可達73公尺，本魚體延長，呈長橢圓形，體稍側扁，頭大、眼大、口大且斜裂，頜齒細小，鰓蓋骨後緣棘不發達，體被弱櫛鱗，體色綠色帶金屬光澤，體側有4條黑色縱紋，背鰭2個，尾鰭叉形，體長可達4.5公分，棲息在珊瑚礁區，屬肉食性，繁殖期時，雄魚具有口孵習性，卵約7日化成仔魚，由雄魚吐出，具短暫的仔魚飄浮期，生活習性不明。